# Adisak Kraisorn
Adisak Kraisorn (taj. อดิศักดิ์ ไกรษร, ur. 1 września 1993 w Buri Ram) – tajski piłkarz grający na pozycji napastnika. Od 2016 roku jest zawodnikiem klubu Muangthong United.

## Kariera piłkarska
Swoją karierę piłkarską Kraisorn rozpoczął w klubie Muangthong United. W 2011 roku został zawodnikiem Buriram United, w barwach którego zaliczył debiut w Thai Premier League. W debiutanckim sezonie wywalczył dublet - mistrzostwo oraz Puchar Tajlandii. Po puchar sięgał również w sezonach 2012 i 2013, a po mistrzostwo w sezonach 2013 i 2014.
W 2015 roku Kraisorn przeszedł do BEC Tero Sasana FC, w którym zadebiutował 14 lutego 2015 w zremisowanym 1:1 domowym spotkaniu z Chiangrai United. W BEC Tero Sasana spędził rok.
W 2016 roku Kraisorn wrócił do Muangthong United. Zadebiutował w nim 16 marca 2016 w przegranym 0:1 domowym spotkaniu z BEC Tero Sasana. W 2016 roku wywalczył mistrzostwo Tajlandii, a w 2017 - wicemistrzostwo.
| Sezon | Klub              | Kraj      | Rozgrywki      | Mecze | Gole |
| ----- | ----------------- | --------- | -------------- | ----- | ---- |
| 2011  | Buriram PEA       | Tajlandia | Premier League | ?     | ?    |
| 2012  | Buriram United    | Tajlandia | Premier League | ?     | ?    |
| 2013  | Buriram United    | Tajlandia | Premier League | 17    | 5    |
| 2014  | Buriram United    | Tajlandia | Premier League | 18    | 1    |
| 2015  | BEC Tero Sasana   | Tajlandia | Premier League | 32    | 10   |
| 2016  | Muangthong United | Tajlandia | Premier League | 26    | 14   |
| 2017  | Muangthong United | Tajlandia | Premier League | 22    | 9    |
| 2018  | Muangthong United | Tajlandia | Premier League | 8     | 0    |

## Kariera reprezentacyjna
W reprezentacji Tajlandii Kraisorn zadebiutował 15 czerwca 2013 roku w wygranym 5:1 towarzyskim meczu z Chinami. W debiucie zdobył dwa gole. W 2019 roku powołano go do kadry na Puchar Azji.